# Acvocaria
Acvocaria is een geslacht van uitgestorven kreeftachtigen uit de klasse van de Ostracoda (mosselkreeftjes).

## Soort
- Acvocaria orientalis Gramm, 1975 †